# Bops

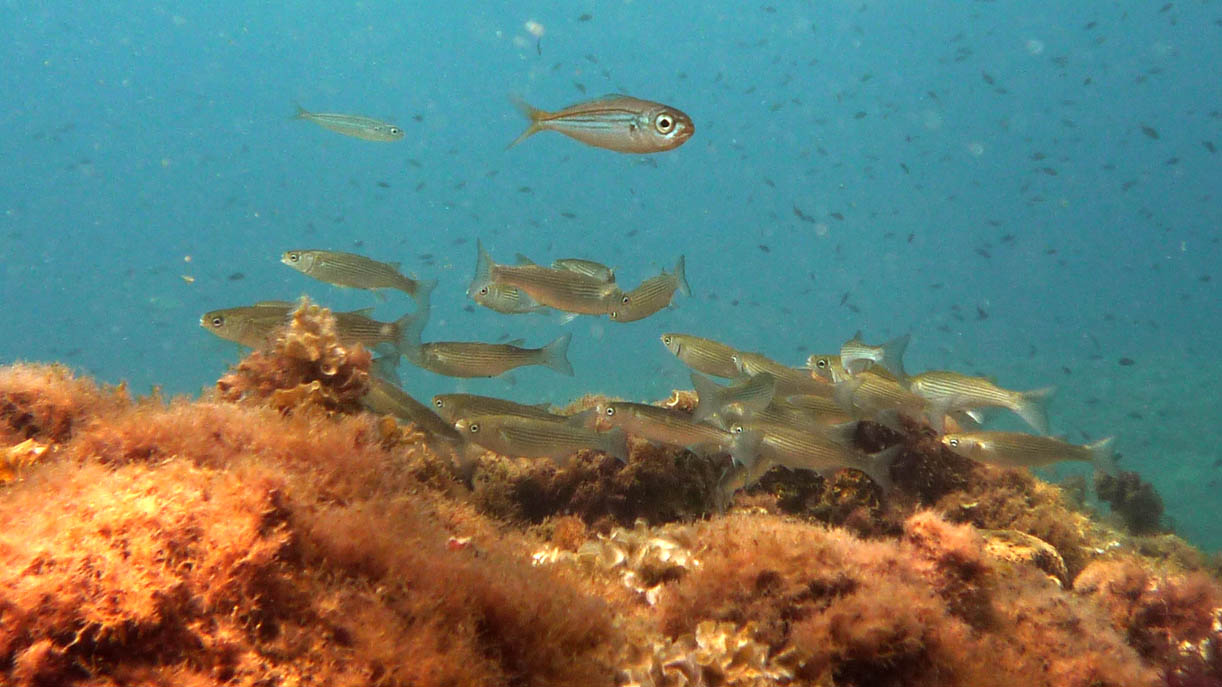
Bops w naturze

Bops, złotokres (Boops boops) – gatunek morskiej ryby z rodziny prażmowatych (Sparidae). 

## Występowanie
Zamieszkuje przydenną strefę wód wschodniego Oceanu Atlantyckiego, Morze Śródziemne i Morze Czarne, gdzie jest spotykany do głębokości 100 m, rzadko bywają na większych głębokościach (do 350 m).

## Charakterystyka
Ubarwienie ciała srebrzysto-złotawo-zielone z widocznymi czterema podłużnymi pasami w kolorze metalicznego złota. Płetwy żółte, żółtozielone, pod płetwą piersiową uwidacznia się ciemna plama koloru brązowego. Są wszystkożerne, dorastają do 36–40 cm długości, najczęściej nie przekraczają 20 cm. 

## Znaczenie gospodarcze
Odławiane do celów konsumpcyjnych pod różną postacią.

## Zagrożenia
Gatunek jest nosicielem bardzo dużej grupy pasożytów, m.in. przywry z grupy Digenea, bezkręgowce Acanthocephala, pasożytnicze mikroorganizmy Myxozoa, pierwotniaki Ichthyodinium chabelardi z typu wiciowców.